# Rutstroemia elatina
Rutstroemia elatina är en svampart som först beskrevs av Alb. & Schwein., och fick sitt nu gällande namn av Rehm 1893. Rutstroemia elatina ingår i släktet Rutstroemia och familjen Rutstroemiaceae.   Inga underarter finns listade i Catalogue of Life.